# Peter Colotka
Peter Colotka (Sedliacka Dubová, Eslovaquia, 10 de enero de 1925-20 de abril de 2019) fue un académico, abogado y político eslovaco. Fue el primer ministro de la República Socialista Eslovaca en el periodo 1969-1988.

## Primeros años y educación
Estudió leyes en Universidad Comenius en Bratislava y se graduó en 1950.

## Carrera
Tras graduarse, Colotka trabajó en la Universidad de Bratislava, enseñando Derecho civil y familiar. Fue presidente de la universidad de 1959 a 1963. Trabajó en la Corte Internacional de Justicia en La Haya de 1963 a 1968. Volvió a ser profesor de leyes civiles en 1964.
Fue miembro del Partido Comunista de Checoslovaquia (KSČ) y del Partido Comunista de Eslovaquia (KSS). Fue nombrado vice primer ministro de Checoslovaquia en 1968. Luego fue nombrado presidente de la Asamblea Federal de Checoslovaquia en la reunión del KSČ realizada entre el 16 y 17 de enero de 1969, sucediendo a Josef Smrkovský en el cargo. Y fue diputado en la Asamblea de 1969 a 1989. Pasó a ser miembro del Presidium del Partido Comunista de Checoslovaquia en abril de 1969 y de su comité central en mayo de 1971. Fue miembro del Presidium del Partido Comunista de Eslovaquia en mayo de 1969 y al comité central en mayo de 1971.
Fue nombrado primer ministro de la República Socialista Eslovaca el 4 de mayo de 1969, reemplazando a Štefan Sádovský. También ejerció como vice primer ministro de Checoslovaquia (1969-1988). Renunció a su cargo el 12 de octubre de 1988 y fue sucedido por Ivan Knotek. También abandonó el presidium del Partido Comunista de Checoslovaquia en octubre de ese mismo año.
Fue nombrado embajador de su país en Francia a finales de 1988 y mantuvo el cargo hasta el 19 de enero de 1990.

## Controversia
Colotka estaba entre los dirigentes comunistas quienes fueron interrogados sobre su rol en la invasión soviética de Checoslovaquia de 1968. El 11 de julio de 1990, fue nuevamente arrestado y acusado de desfalco, abuso de poder y robo.